# 24 травня
24 травня — 144-й день року (145-й у високосні роки) в григоріанському календарі. До кінця року залишається 221 день.

## Свята і пам'ятні дні

### Міжнародні
- Євросоюз: Європейський день парків Проводиться за рішенням Федерації Європарк, європейської організації, яка об'єднує охоронювані природні території в тридцяти шести європейських країнах
- Україна,  Болгарія,  Білорусь,  Росія,  Північна Македонія,  Сербія,  Чорногорія та низка інших країн: День слов'янської писемності і культури
- День тіари.

### Національні
- Еритрея: Національне свято: День Незалежності (з 1993)
- Беліз: День Співдружності.
- Еквадор: День битви при Пічинча[1]
- Бразилія: Національний день кави.
- Північна Македонія: Свято слов'янських ілюмінатів.
- США: День закусок з равликів.

### Релігійні

#### Християнство
Загальне:
- День Святого Вікентія Лерінського

 Католицька церква:
- День Святої Марії, помічниці християн.
- День Святого Короля Давида І.

 Православна церква:
- Преподобного Симеона стовпника на Дивній горі.
- Мучеників Мелетія Стратилата, Стефана, Іоана, Серапіона, єгиптянина, Калиника, волхва, Феодора і Фавста і з ними 1218 воїнів з дружинами і дітьми.

## Іменини
- Православні: Степан, Іван, Теодор[2]
- Католицькі: Амалія, Дагмара, Давид, Ян, Яна, Людвиг, Марія, Мілена, Ванеса, Вінсент, Сусанна

## Події
- 1276 — Магнус Ладулос коронований як король Швеції в Уппсальському соборі.
- 1571 — війська кримського хана Девлет-Ґерая спалили Москву – Кримський похід на Москву (1571);
- 1626 — Петер Мінуїт купує Манхеттен.
- 1683 — відкрився музей Ешмола в Оксфорді, Англія. Перший у світі університетський музей.
- 1798 — Товариство об'єднаних ірландців розпочало повстання з метою повалення британського правління і створення незалежної Ірландської республіки
- 1822 — Еквадор здобув незалежність від Іспанії
- 1844 — з Вашингтона в Балтимор відправлена перша телеграма азбукою Морзе
- 1861 — Громадянська війна в США: війська Союзу окупували Александрію, штат Вірджинія.
- 1936 — Створений ФК «Шахтар»
- 1940 — на І Конгресі Американських Українців у Вашингтоні створили Український конґресовий комітет Америки
- 1940 — Ігор Сікорський здійснив перший успішний політ на однороторному гелікоптері.
- 1956 — в Лугано пройшов перший конкурс пісні Євробачення, в якому брали участь 14 представників семи країн Європи
- 1964
  - Пожежа в Державній публічній бібліотеці АН УРСР.
  - На стадіоні в Лімі через безлад і тисняву під час футбольного матчу Перу-Аргентина загинуло 300 людей.
- 1980 — Команда Національної хокейної ліги «Нью-Йорк Айлендерс» перемогла «Філадельфію Флаєрс» і здобула свій перший з чотирьох Кубків Стенлі.
- 1993 — Еритрея здобула незалежність від Ефіопії
- 1999 — унаслідок вибуху на шахті імені Засядька в Донецьку загинули 39 людей.
- 2002 — президенти Росії і США підписали Московський договір.
- 2003 — Україна дебютувала на 48-му конкурсі «Євробачення», що відбувся в Ризі. Олександр Пономарьов із піснею «Аста ла віста» посів 14-те місце.
- 2014 — в Егейському морі між Грецією та Туреччиною стався землетрус магнітудою 6,4, у результаті якого постраждали 324 людини.
- 2018 — відкрито Новий Бескидський тунель.
- 2019 — двадцять два студенти загинули під час пожежі в Сураті (Індія).
- 2019 — прем’єр-міністр Великої Британії Тереза Мей оголосила про свою відставку з поста лідера Консервативної партії, яка набула чинності 7 червня.
- 2022 — у початковій школі «Робб» в Ювалді, Техас, Сполучені Штати, сталася масова стрілянина, в результаті якої загинула 21 людина, у тому числі 19 дітей;
- 2023 — Архієрейський собор ПЦУ схвалив перехід на новоюліанський церковний календар із вересня 2023 року.

## Народились
Дивись також Категорія: Народились 24 травня
- 827 — Кирило, православний святий, батько слов'янської писемності.
- 1494 — Якопо Понтормо, італійський художник часів Відродження, один із основоположників маньєризму.
- 1686 — Данієль Габрієль Фаренгейт, польсько-німецький хімік і фізик.
- 1693 — Георг Доннер, австрійський скульптор.
- 1743 — Жан-Поль Марат, французький революціонер, лідер якобінців, ідеолог терору.
- 1772 — Рам Мохан Рай, індійський соціальний та релігійний реформатор, фундатор Бенгальського Просвітництва, письменник, перекладач.
- 1801 — Йосип Левицький, український греко-католицький священник, громадсько-культурний діяч, письменник, автор граматики української мови.
- 1816 — Емануель Лойце, німецький і американський художник.
- 1819 — Вікторія, королева Великої Британії з 1837 по 1901 рік.
- 1881 — Олександр Богомолець, український патофізіолог, президент Академії наук України (1930-46 р.)
- 1882 — Кирило Стеценко, український композитор, хоровий диригент, музичний, громадський діяч.
- 1899 — Анрі Мішо, французький поет і художник.
- 1900 — Едуардо lе Філіппо, італійський драматург, актор, режисер.
- 1905 — Михайло Шолохов, російський письменник українського походження, лауреат Нобелівської премії з літератури.
- 1910 — Семіха Берксой, турецька оперна співачка і акторка театру й кіно.
- 1911 — Юрій Корецький, український поет і перекладач.
- 1912 — Михайло Стельмах, український письменник, драматург, педагог, фольклорист.
- 1924 — Алексіс Парніс, новогрецький поет, прозаїк і драматург.
- 1926 — Микола Данько, український поет, письменник, журналіст, бібліофіл. Перекладач удмуртської літератури.
- 1938 — Михайло Медуниця, український письменник та журналіст.
- 1940 — Костянтин Шишко, український поет, художник.
- 1941 — Боб Ділан, американський співак, поет, композитор.
- 1956 — Ростислав Новоженець, український політик і громадський діяч.
- 1963 — Майкл Шебон, американський письменник і кіносценарист.
- 1964 — Олег Скрипка, український музикант.
- 1969 — Ерленд Лу, норвезький письменник і сценарист.
- 1973 — Руслана Лижичко, українська співачка, громадський діяч, переможниця пісенного конкурсу «Євробачення-2004» у Стамбулі.
- 1979 — Трейсі Макгрейді, американський баскетболіст.

## Померли

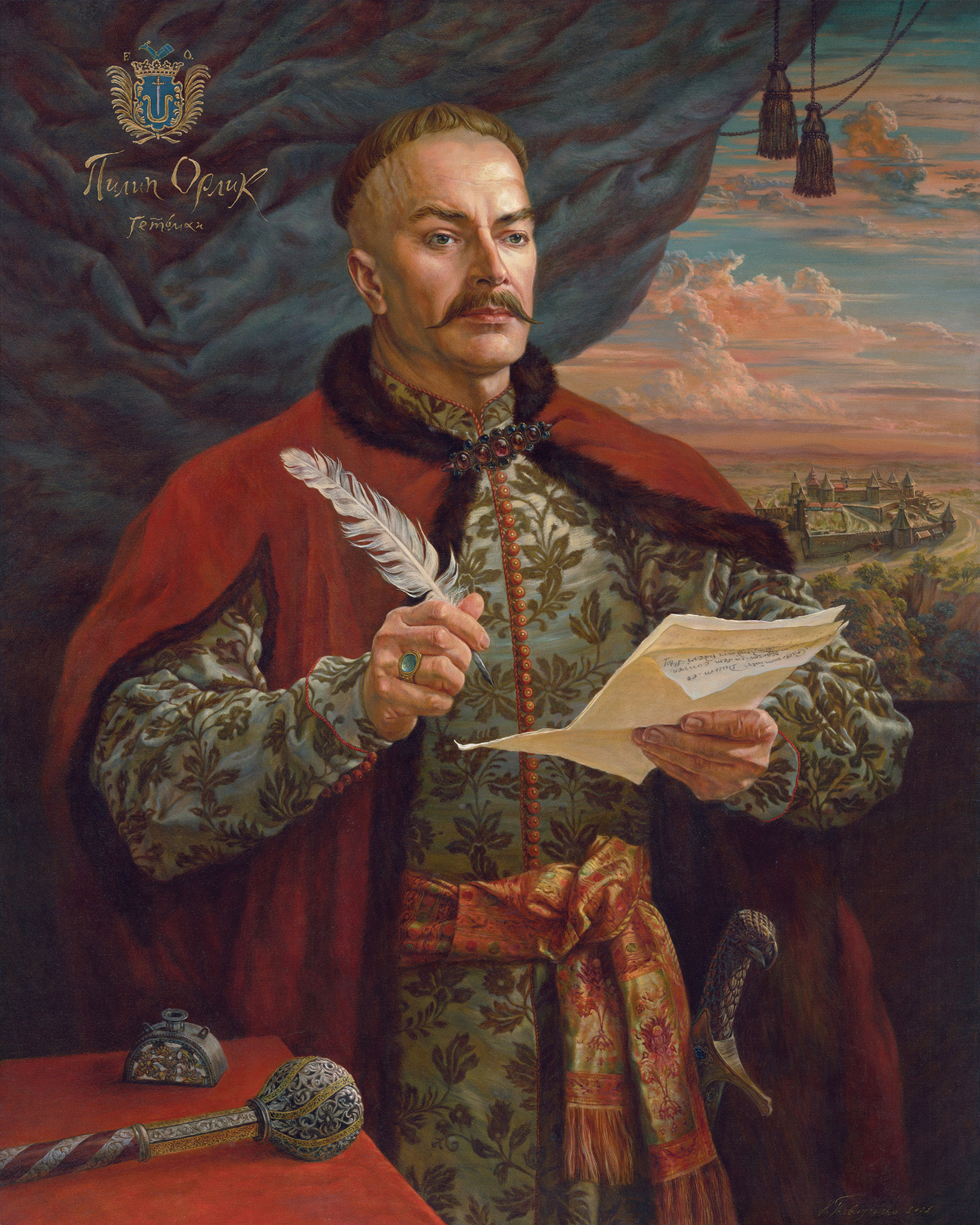
Пилип Орлик

Дивись також Категорія:Померли 24 травня
- 1543 — Миколай Коперник, польський астроном, автор геліоцентричної теорії Сонячної системи
- 1681 — Никодим Тессін Старший, шведський архітектор, який разом з сином, архітектором Никодимом Тессіном Молодшим, створив скандинавське бароко. Дід політика Карла Ґустава Тессіна.
- 1742 — Пилип Орлик, український політичний, державний і військовий діяч, Гетьман Війська Запорозького у вигнанні.

- 1851 — Станко Враз, словенський та хорватський поет, критик, діяч ілліризму.
- 1860 — Йосип Левицький, український греко-католицький священик, громадсько-культурний діяч, автор граматики української мови.
- 1881 — Семюел Палмер, англійський живописець і графік.
- 1897 — Ван Тао, китайський письменник, перекладач, журналіст.
- 1903 — Хемачандра Бандоподхай, бенгальський поет та перекладач.
- 1907 — Захарія Аструк, французький художник, журналіст, скульптор, композитор і поет.
- 1930 — Антін Шабленко, український письменник, поет та журналіст.
- 1952 — Зенон Кузеля, український мовознавець, бібліограф, історик, журналіст, етнограф, громадський діяч.
- 1974 — Дюк Еллінгтон, афроамериканський джазовий музикант, композитор, піаніст, керівник оркестру
- 1983 — Микола Дубов, радянський письменник.
- 2007 — Юрій П'ядик, український літературознавець, мистецтвознавець, бібліограф.
- 2008 — Тано Чимароза, італійський актор, режисер, сценарист.
- 2010
  - Пол Грей, музикант, відомий як басист групи Slipknot.
  - Євген Нейко, академік АМН України.
- 2023 — Тіна Тернер, американська співачка.